# Апастепеку
Апастепеку — вулкан. Находится в провинции Сан-Висенте, Сальвадор.
Апастепеку является вулканическим полем. Оно расположилось в 8 км к северу от города Сан-Висенте. Сама вулканическая долина находится на высоте около 500 метров. Самая высокая точка - лавовый купол Сьерро эль Серрон высотой 740 метров. Вулканическое поле в себя включает невысокие лавовые купола, маары, шлаковые конусы, кратеры. Сложены преимущественно андезитами и дацитами. Более поздние вулканические образования состоят из базальтов. Некоторые маары заполнены водой и образуют одноимённое озеро и озеро Чалчуапан.
Образовалось в эпоху голоцена. В историческое время извержений не зафиксировано.